# На ясний вогонь
«На ясний вогонь» (рос. «На ясный огонь») — радянський художній фільм 1975 року, режисерська робота Віталія Кольцова за історико-революційною повістю Михайла Зощенка «Відплата» (1936). У фільмі одну зі своїх головних ролей в кіно зіграла  Тетяна Дороніна.

## Сюжет
Колишня неписьменна куховарка Анюта, а тепер свідома більшовичка і відважна розвідниця, виконуючи чергове завдання командування в глибокому тилу, вона відновлює зв'язок між сімферопольським і ялтинським підпіллям…

## У ролях
- Тетяна Дороніна —  Анна Лаврентіївна Касьянова
- Борис Хімічев —  Микола Іванович Касьянов, більшовик
- Ролан Биков —  Лев Пантейлемонович Дубасов, генерал
- Олена Санаєва —  Ніна Вікторівна Дубасова, його дружина
- Володимир Тихонов —  Юлій Анатолійович Бунаков, поручик  (співає  Володимир Івашов)
- Лев Дуров —  Василь Матвійович Комаров, прапорщик
- Олександр Лазарєв —  підпільник
- Євген Євстигнєєв —  Пірамідов, полковник контррозвідки
- Борис Новиков —  начальник станції
- Петро Глєбов —  голова губкому
- Віктор Шульгін —  Степан Лукич Дєєв
- Михайло Кокшенов —  Мішка, син Степана Лукича
- Анатолій Голік —  Антон, син Степана Лукича
- Євген Гвоздьов —  робітник на мітингу
- Микола Погодін —  червоноармієць
- Станіслав Чекан —  священик
- Олександр Вігдоров —  дяк
- Володимир Піцек —  фотограф
- Олександр Лебедєв —  поранений червоноармієць
- Олексій Смирнов —  власник готелю в Ялті
- Геннадій Морозов —  білогвардійський офіцер
- Віктор Філіппов —  білогвардійський офіцер
- Олексій Бахарь —  білогвардійський офіцер
- Микола Гудзь —  білогвардійський офіцер
- Анатолій Ведьонкин —  белогвардец-мародер
- Герман Качин —  белогвардец-мародер
- Рита Гладунко — епізодична роль

## Знімальна група
- Режисер — Віталій Кольцов
- Сценаристи — Едгар Смирнов, Сергій Тарасов
- Оператори — Ігор Черних, Віктор Тарусов
- Композитор — Юрій Силантьєв
- Художник — Володимир Аронін